# Historieta fantástica
La historieta o cómic fantástico es uno de los géneros de ficción en que puede dividirse la producción de historietas. La fantasía asoma en otros muchos géneros falso y, en su concepción más amplia, puede abarcar la historieta de ciencia ficción y la de terror, pero es más habitual concederles una entidad diferente. En términos generales, puede afimarse que el cómic es un medio especialmente propicio para el género fantástico, dado que la "absoluta libertad del lápiz ante la página en blanco da al artista la capacidad de proponer el más delirante de los mundos posibles con el único límite de su imaginación".

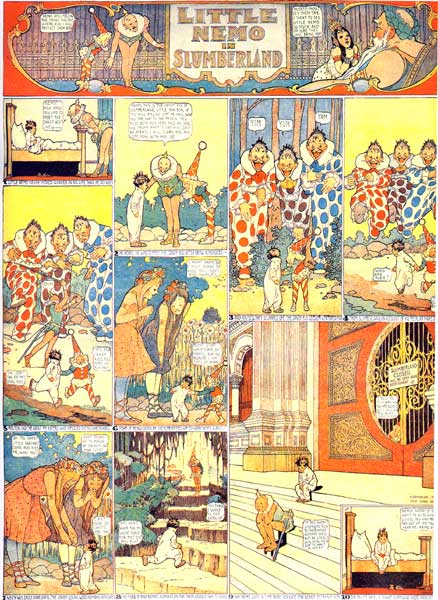
Página de Little Nemo in Slumberland (1905-1913).

## Características

### Temáticas
- El relato puede desarrollarse en un mundo real en el que se presentan uno o varios elementos sobrenaturales que escapan al sistema racional de comprensión. Este elemento se relaciona generalmente con la magia, diversas mitologías, o el sueño, generando en este último caso historietas entrocables con el surrealismo. Si este elemento supone una amenaza para la comunidad nos hallaríamos ante una historieta de terror.
- El relato puede transcurrir también en algún mundo o país directamente mágico o maravilloso. En cuanto relacionados con los cuentos de hadas, la trama central puede relacionarse con recobrar la paz y el bienestar del mundo o país mágico de las manos de un ser maligno, dando lugar entonces a moralejas de forma fantástica. En cuanto relacionados con la fantasía heroica o el ciclo artúrico, se asemejan más a las antiguas epopeyas en las cuales el héroe se enfrenta a las fuerzas del mal, representadas por monstruos (dragones, etc.), o personajes malignos (magos, brujas, etc.) y las derrote.

### Formales
- La simple presencia de animales parlantes no humanos no implica la adscripción al género fantástico, si no afectan a la naturaleza del relato, pudiendo estos ser los protagonistas de historietas cómicas o de aventuras.
- El color o su ausencia suele ser un elemento destacado.

## Historia

### Orígenes (1905-1949)
Winsor McCay, pionero en todo, muestra los dos lados de lo onírico, lo positivo y lo negativo, en dos series de principios del siglo pasado: El pequeño Nemo en el País de los Sueños (1905-1913) y Sueños de un fanático del pan tostado con queso (1904-15), respectivamente. Otras series de temática fantástica de esta época son The Upside Downs (1903) de Gustave Verbeek, organizada en páginas que componían la historia primero del derecho para continuarse del revés al invertir la página, y Kinder Kids y Wee Willis Winkies World (1906) del pintor, miembro fundador y profesor de la Escuela de la Bauhaus Lyonel Feininger en las que inauguraría el uso no-naturalista del color e incorporaría al cómic la antropomorfización de los personajes no humanos.
Mandrake el mago (1934) de Lee Falk/Phil Davis era un consumado mago del mundo del espectáculo que luchaba contra el crimen.

### La posguerra (1950-1969)
Una prehistoria mítica apareció en las series de Manuel Gago Purk, el hombre de piedra (1950), Piel de Lobo (1959) y Castor (1962).
Tales of the Mysterious Traveler (1956) de Steve Ditko.
Los argentinos Héctor G. Oesterheld y Alberto Breccia crearon juntos Mort Cinder (1962).
En "Pilote", el protagonista de la serie Philémon (1965) de Fred vive a caballo entre el mundo real y un mundo imaginario, mientras que Submerman (1967) de Jacques Lob y Georges Pichard lo hace en el fondo del mar. En la otra gran revista franco-belga, "Tintín" se publica a partir de 1968 Olivier Rameau de claro parentesco con "el non sense de Lewis Carroll", obra del guionista Greg y el dibujante Dany.
Dentro de su universo superheroico, Stan Lee y Steve Ditko crearon al Doctor Extraño (1963) y recuperaron a Ka-Zar (1965).
Philippe Druillet revolucionó el cómic de los sesenta con "Le mystère des abîmes" (1966), primera parte de su serie Lone Sloane.

### El auge de la fantasía heroica (1970-1983)
A partir de 1970, se produce un gran auge de la fantasía heroica gracias al éxito de Conan el Bárbaro. Este personaje, creado en 1932, fue adaptado por Marvel Comics, de mano del guionista Roy Thomas y el dibujante Barry Windsor-Smith, al que más tarde sustituirían John Buscema, Toni de Zúñiga o Ernie Chan. La propia Marvel produjo Kull el Conquistador (1971) y Red Sonja (1973), mientras Archie Goodwin y Gil Kane experimentaban nuevos formatos con Blackmark (1971) y los españoles Esteban Maroto y Víctor de la Fuente daban rienda suelta a Dax, el guerrero (1971) y Haxtur (1973), respectivamente.
En Japón, se desarrolla al mismo tiempo otro subgénero conocido como Mahō Shōjo, en el cual la protagonista dispone de algún objeto mágico o poder especial con los que debe salvar el mundo o combatir criaturas malignas (generalmentes venidas de otro mundo o universo), al mismo tiempo que lidia con los problemas derivados del colegio o el primer amor. Tratan además de no mostrar sus poderes frente a los demás y cuentan con la ayuda de pequeñas mascotas parlantes. Algunas de las primeras series de este tipo son Maravillosa Melmo (1970) del maestro Osamu Tezuka, o Lunlun, la niña de las flores (1979) de Shiro Jinbo. En un mismo tono juvenil, guionistas como Yvan Delporte y el dibujante Will producirán la serie Isabel desde 1972.
En Francia, el grupo Humanoides Asociados (1974) presentó una alternativa a la fantasía heroica estadounidense, destacando sobre todo Moebius, quien publicó al año siguiente Arzach en Métal Hurlant. En la misma revista, Richard Corben narró desde 1977 las aventuras de Den, un ingeniero de la época actual que se traslada a un mundo de violencia y grandes aventuras, convertido en un héroe musculoso.
Warlord (1975) de Mike Grell.
Otros relatos de fantasía heroica de estos años son Elfquest (1978) de Richard y Wendi Pini, Zephyd (1978) de C. S. Cidoncha y Alfonso Azpiri y con sensuales protagonistas femeninas, Ghita de Alizarr (1979) de Frank Thorne y Marada, the She-Wolf (1982) de Chris Claremont y John Bolton.
Más vinculadas al surrealismo están Tales Of Peter Hypnos (1976) de Josep María Beà y Las puertitas del Sr. López (1979), de Carlos Trillo/Horacio Altuna, que retrata cómo el oficinista López escapa a un mundo fantástico a través de la puerta de cualquier baño. Silencio (1978) de Didier Comés. Rork (1978) de Andreas
Vicente Segrelles sitúa El Mercenario (1980) en un valle escondido, plagado de dragones voladores, reptiles gigantes, monstruos, amazonas y otros temas de fantasía heroica.
Percevan (1981) de Jean Léturgie/Philippe Luguy se desarrolla en un mundo medieval donde la magia y los seres fantásticos son habituales. Un año después, Loisel y Le Tendre inician la serie La búsqueda del Pájaro del Tiempo y en 1983, Alejandro Jodorowsky Las aventuras de Alef-Thau, primero con el dibujante Arno y luego con Al Covial. Sláine (1983).

### Últimos años (1983-presente)
Las Ciudades oscuras de Benoît Peeters/François Schuiten se inicia en 1983. Pere Joan con La Lluvia Blanca (1984).
Los Caballeros del Zodiaco (1986) se centra en la historia de un grupo de jóvenes guerreros que luchan por proteger a la diosa griega Atenea de las fuerzas del mal. Para luchar, los Santos solo utilizan su energía interior (denominada cosmos), sus puños y armaduras que les sirven de protección y que además están inspiradas en constelaciones o seres de la mitología griega. 3×3 Ojos (1987) de Yuzo Takada. The Sandman (1989).
La balada de las landas perdidas (1993) de Dufaux y Rosinski. El Lama blanco (1993-1998) de Alejandro Jodorowsky/Georges Bess. Jerónimo Puchero (1994) de François Boucq. Lanfeust de Troy (1994-2000).
El ciclo de Irati (1995) de J Muñoz Otaegi/Juan Luis Landa. La mazmorra (1998) creada por Lewis Trondheim/Joann Sfar narra las aventuras de unos animales antropomórficos en un mundo llamado Terra Amata. Barrio Lejano (1998) de Jiro Taniguchi.
Midnight Nation (2000) de J. M. Straczynski y Gary Frank. Fábulas (2003) de Bill Willingham nos presenta a los personajes clásicos de los cuentos de hadas y el folklore popular en unas situaciones muy diferentes a las de sus cuentos originales, por ejemplo se presenta a una Blanca Nieves divorciada del Príncipe Azul (o Encantador) debido a las infidelidades de este último, o a un Lobo Feroz, que no está solo reformado, sino que ahora tiene apariencia humana y sirve como sheriff a la comunidad de Villa Fábula.
Servitud (2006)